# Xuxa Hits
Xuxa Hits foi um programa da Rede Globo, apresentado por Xuxa, exibido entre 8 de Janeiro a 16 de Abril de 1995. Na verdade, era uma reprise dominical (que exibia às 13h30 da tarde) do quadro musical dentro do Xuxa Park, na primeira temporada de 1994, quando o cenário era simples ao título central "Xuxa Park Hits". Até o fim dessas reprises, em 29 de Abril do mesmo ano, o programa é novamente transformado em um quadro do Xuxa Park.
O que era apenas um quadro do Xuxa Park, se tornou um sucesso como um programa independente, onde Xuxa recebia diversas atrações musicais como bandas, DJs e cantores (as). Nesse programa, as Paquitas usavam roupas de colegiais: eram a New Generation. O grupo You Can Dance também fazia parte do time na hora da dança, e Xuxa desfilava um look diferente todos os sábados, o programa ficou apenas 3 meses no ar. 
Em dezembro de 1996, no auge, o programa ganhou um horário só para ele. Em Abril de 1997 ele foi adaptado e recebeu o nome de Planeta Xuxa, mais um grande sucesso da apresentadora.
Diversos artistas marcaram presença no palco do programa, entre eles: As Sublimes, Deborah Blando, Simony, Ivete Sangalo, Sampa Crew, Raça Negra, Mamonas Assassinas, Ricky Martin, Gottsha, Cidalia Castro, Rosana, Grupo Raça, Cidade Negra, LS Jack, Skank, Daniela Mercury, Gabriel O pensador, Biquini Cavadão, Barão Vermelho, Mara Maravilha, Mauricio Mattar, Patricia Marx, Adriana Calcanhoto, Ara Ketu, Latino, Asa de Água, É o tchan e outros.

## Cenário
O cenário era bem elaborado, no centro do palco possuía uma passarela com duas escadas, e por cima da passarela tinha uma entrada completamente redonda de papel onde Xuxa entrava rasgando o papel que revestia a entrada com o logotipo do Xuxa Hits. O palco era como um jogo de casinhas, as paredes eram em listras pretas e cinzas.